# Alfonso Sánchez Portela
Pour les articles homonymes, voir Sánchez et Portela.
Alfonso Sánchez Portela, né le 16 novembre 1902 à Madrid et mort dans cette même ville le 11 mars 1990, est un photographe espagnol, connu sous le nom familier d'Alfonsito.

## Famille
Il est le fils du photographe Alfonso Sánchez García.

## Biographie
Né à Madrid, il est élève du lycée français de la capitale espagnole où il obtient le baccalauréat. A l'âge de 18 ans, il publié sa première photographie dans le quotidien Heraldo de Madrid, en tant qu'assistant de reporters reconnus de photographies du Palais Royal et des Cortès.
Il collabore également avec son père.
En 1921, il devient reporter de guerre au Maroc espagnol, où il obtient l'entretien avec le chef des rebelles du Rif, Abd-le-Krim, dans sa caserne générale, ave le journaliste et directeur du journal La Libertad Luis de Oteyza.
Il réalise également des photographies d'autres moments de la guerre, comme le débarquement d'Alhucemas.
En 1927, il participe à un voyage documentaire en avion dans le Sénégal français.
En 1930, il entre à faire au journal La Libertad et collabore en 1932 à La Luz avec Ramón Gómez de la Serna.
Durant la guerre d'Espagne, il réalise des reportages sur le soulèvement républicain de Jaca et sur la bataille de Madrid. Il est l'auteur de la photographie de Julián Besteiro lisant au microphone de la radio le communiqué du Conseil National de Défense qui s'informait de la résistance de Madrid aux troupes de Franco.